# 我所有孩子的媽媽
《我所有孩子的媽媽》（英語：All My Babies' Mamas）是美國一部未有正式播映的電視真人秀節目，內容為訪問著名說唱歌手Shawty Lo的11名子女和他們的10名生母。氧氣電台原計劃於2013年播放這節目，然而，由於公眾一面倒的抨擊節目美化婚前性行為以及濫交，《我所有孩子的媽媽》於2013年1月15日被電台取消播放，是美國其中一部未首映就被取消的電視節目。

## 取消過程
《我所有孩子的媽媽》在電視首播先曾在網上作試播，卻遭到廣泛的批評。觀眾們隨後發起請願書，最終共收到超過4000個的簽名。為平熄公眾的不滿，氧氣電台在節目首播發出了取消節目的聲明。

## 資料來源
1. ↑  .   [2013-04-24]. （原始内容存档于2016-03-07）.
2. ↑  .   [2013-04-24]. （原始内容存档于2021-02-11）.
3. ↑  New Show "All My Babies' Mamas" Makes Everyone Mad and it Hasn't Even Aired[永久]
4. ↑  Oxygen公司取消了Shawty Lo“All My Babies Mamas”的节目[永久]